# Camposaurus
Không nên nhầm lẫn với Camptosaurus.
Camposaurus (pron.:"CAMP-oh-SORE-us"; có nghĩa là" thằn lặn của trại Charles Lewis") là một chi khủng long coelophysoidae của thời kỳ Noria vào cuối kỷ Trias ở Bắc Mỹ. Nó được xem là Neotheropoda cổ nhất được được biết đến.